# Dendropaemon smaragdinus
Dendropaemon smaragdinus là một loài bọ cánh cứng trong họ Bọ hung (Scarabaeidae).